# Soliveta
Soliveta és un despoblat, situat a 739 metres d'altitud, pertanyent al municipi de Monesma i Queixigar, a l'est del terme, a l'esquerra del torrent de Sant Joan. L'església és dedicada a Sant Pere.